# 蘇耶
苏耶（法語：Souillé，法語發音：[suje]）是法国萨尔特省的一个市镇，位于该省中北部，属于勒芒区。

## 地理
蘇耶（48°7'9"N, 0°10'57"E）面积4.57 平方千米，位于法国卢瓦尔河地区大区萨尔特省，该省份为法国西北部内陆省份，北起顺时针与奥恩省、厄尔-卢瓦省、卢瓦-谢尔省、安德尔-卢瓦尔省、曼恩-卢瓦尔省和马耶讷省接壤，是法国大西部的入口，连接卢瓦尔河谷、布列塔尼和巴黎盆地。
与蘇耶接壤的市镇（或旧市镇、城区）包括：萨尔特河畔圣雅姆、拉巴佐日、拉吉耶尔什、蒙比佐。

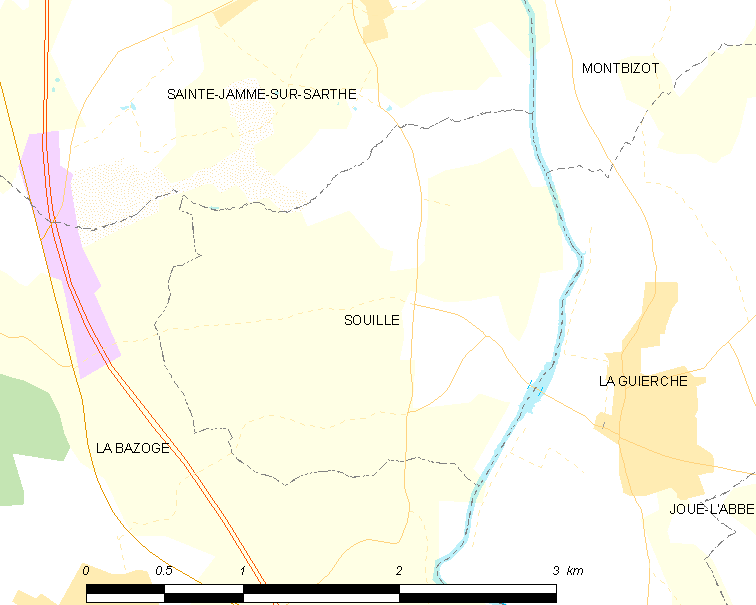
蘇耶的OSM定位图

蘇耶的时区为UTC+01:00、UTC+02:00（夏令时）。

## 行政
蘇耶的邮政编码为72380，INSEE市镇编码为72338。

## 政治
蘇耶所属的省级选区为博内塔布勒县。

## 人口

1962-2008年间蘇耶人口变化图示

蘇耶于2022年1月1日时的人口数量为822人。